# 加尔杜什
加尔杜什（法語：Gardouch，法語發音：[ɡaʁduʃ]）是法国上加龙省的一个市镇，属于图卢兹区。

## 地名
该地名“Gardouch”发音为[ɡaʁduʃ]而非[ɡaʁduk]，根据实际发音其应译作“加尔杜什”，《世界地名翻译大辞典》与《世界地名译名词典》将其误译作“加尔杜克”。

## 地理
加尔杜什（43°23'29"N, 1°41'1"E）面积16.31 平方千米，位于法国奧克西塔尼大區上加龙省，该省份为法国西南部内陆省份，西南端与西班牙接壤，自此顺时针与上比利牛斯省、热尔省、塔恩-加龙省、塔恩省、奥德省和阿列日省接壤。
与加尔杜什接壤的市镇（或旧市镇、城区）包括：圣罗姆、拉加尔德、蒙克拉尔洛拉盖、孟德斯鸠洛拉盖、雷讷维尔、维埃耶维涅、洛拉盖自由城。
加尔杜什的时区为UTC+01:00、UTC+02:00（夏令时）。

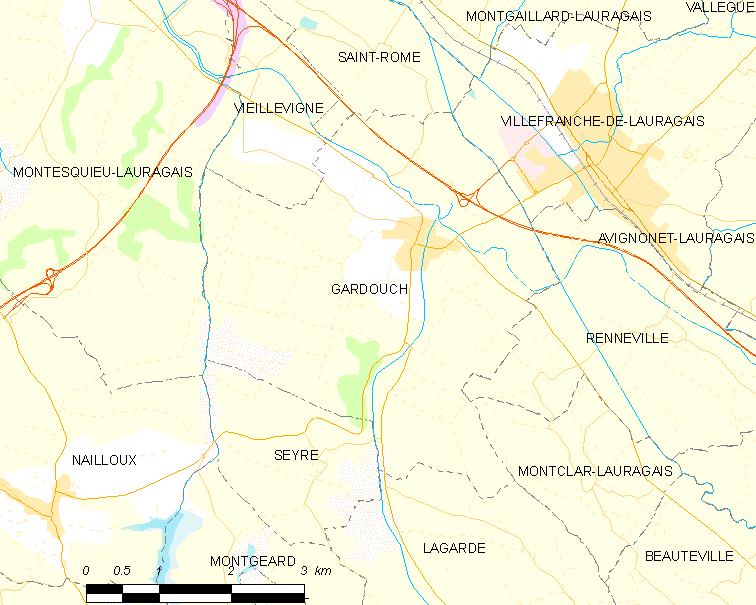
加尔杜什的OSM定位图

## 行政
加尔杜什的邮政编码为31290，INSEE市镇编码为31210。

## 政治
加尔杜什所属的省级选区为勒韦勒县。

## 人口

1962-2008年间加尔杜什人口变化图示

加尔杜什于2022年1月1日时的人口数量为1360人。